# Ͱ
Hetá (Ͱ ou ͱ) é uma letra antiga do alfabeto grego.

## Classificação
- Alfabeto = Alfabeto grego
- Fonética = /H/, Letra H